# Mount Chown
Mount Chown – szczyt w Kanadzie, w prowincji Alberta, w Górach Skalistych. Nazwę nadano mu w 1912 roku od nazwiska Samuela Dwighta Chowna, generalnego superintendenta Kościoła Metodystycznego, który przyczynił się do powstania Zjednoczonego Kościoła Kanady. Leży w wysuniętej na północny zachód części Parku Narodowego Jasper, w paśmie Resthaven Group.